# Xyris rhodolepis
Xyris rhodolepis är en gräsväxtart som först beskrevs av Gustaf Oskar Andersson Malme, och fick sitt nu gällande namn av John Michael Lock. Xyris rhodolepis ingår i släktet Xyris och familjen Xyridaceae. Inga underarter finns listade i Catalogue of Life.